# Stary kościół św. Sebastiana w Qormi
Stary kościół św. Sebastiana (malt. Il-Knisja l-Qadima ta’ San Bastjan, ang. Old church of St. Sebastian), powszechnie znany jako il-knisja ż-żgħira (co w języku maltańskim oznacza „mały kościół”) – rzymskokatolicki kościół w Qormi na Malcie, poświęcony św. Sebastianowi. Został zbudowany w latach 1880–1890 w pobliżu statuy świętego, wzniesionej w 1815 dla upamiętnienia uwolnienia od epidemii dżumy w 1813. W latach 1935–1980 był kościołem parafialnym, będąc poprzednikiem zbudowanego w pobliżu w 1980 większego kościoła parafialnego pod tym samym wezwaniem. Budynek został formalnie konsekrowany dopiero w 2019, a obecnie służy jako kaplica adoracji.

## Historia

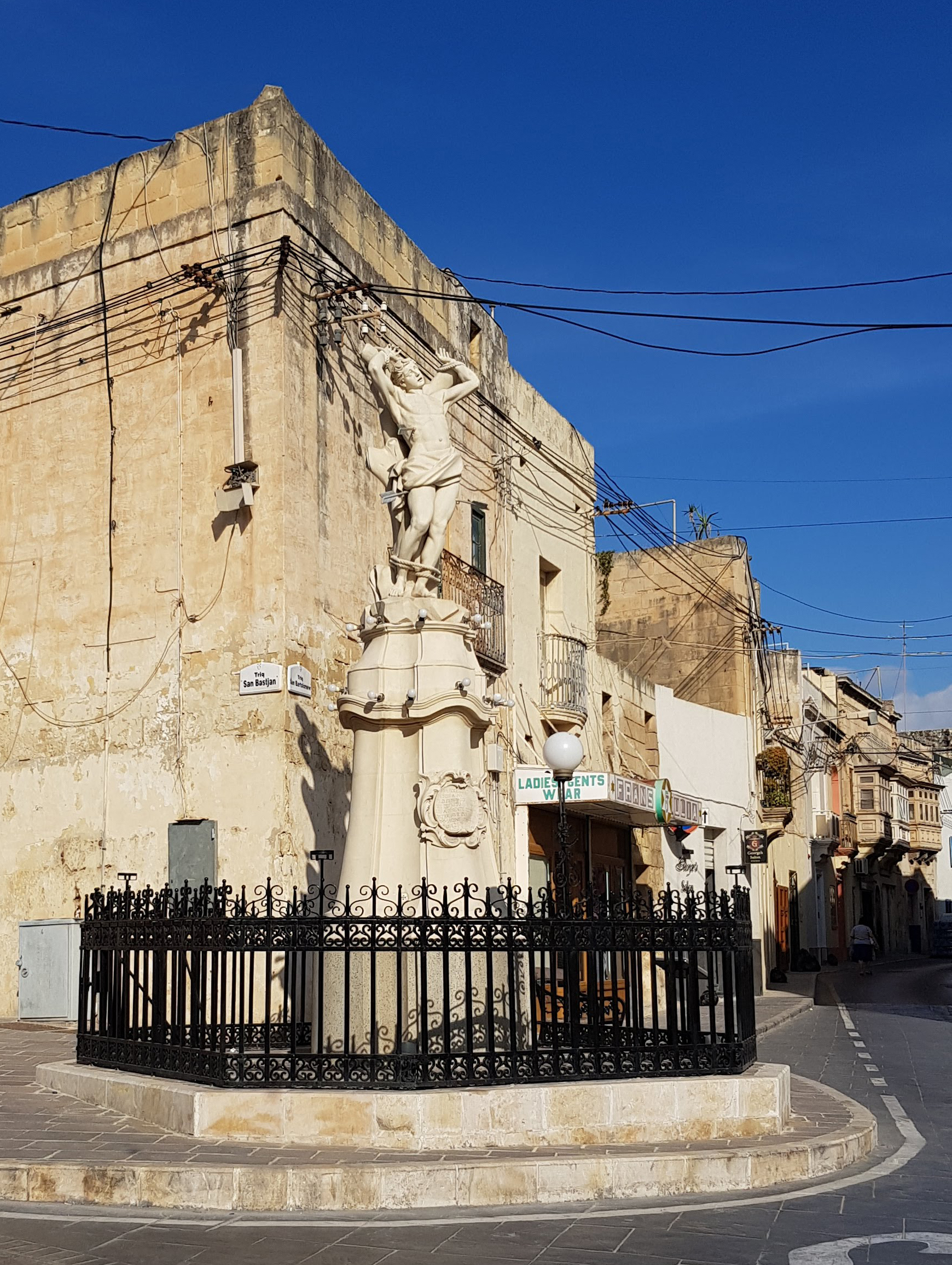
Statua św. Sebastiana z 1815, w pobliżu którego później zbudowano kościół

Cześć św. Sebastiana, patrona dotkniętych zarazą, zapoczątkowana została w Qormi w XVI wieku i odrodziła się na początku XIX wieku w trakcie epidemii dżumy w 1813, w wyniku której w mieście zmarło około 740 osób. Pomnik świętego wykonany przez Ċikku i Girolamo Fabri (czasami przypisywany alternatywnie Vincenzo Dimechowi) wzniesiono na obrzeżach miasta w 1815. 
Teren wokół pomnika zaczął być zabudowywany w XIX wieku, a w 1873 roku mistrz murarski Michele Angelo Azzopardi złożył petycję do biskupa Gaetano Pace Forno z prośbą o budowę nowego kościoła dla mieszkańców tego obszaru. Biskup udzielił pozwolenia i w latach 1880–1890 w pobliżu pomnika zbudowano kościół św. Sebastiana. Miejsce, w którym znajdował się kościół, było zajmowane wcześniej przez sklep, który według doniesień został rozebrany w nocy po tym, jak właściciel odmówił jego opuszczenia. 19 czerwca 1918 kościół stał się kościołem wiceparafialnym, zaś odrębną parafią w latach 1935–36.
XIX-wieczny kościół był za mały dla ludności tego obszaru, więc w latach 1939–1980 wybudowano w pobliżu znacznie większy nowy kościół parafialny, który został konsekrowany w 1986. Po ukończeniu budowy nowej świątyni stary kościół został zaniedbany, ale został odrestaurowany i ponownie otwarty w 2011. Obecnie służy jako kaplica adoracji.
 Budynek został formalnie konsekrowany jako kościół przez arcybiskupa Charlesa Sciclunę w dniu 27 października 2019, prawie 130 lat po jego ukończeniu.

## Dzieła sztuki
W ołtarzu kościoła znajduje się XIX-wieczny obraz zatytułowany Męczeństwo św. Sebastiana autorstwa Lazzaro Pisaniego. W bocznym ołtarzu znajduje się obraz Chrystusa Odkupiciela, również pędzla Pisaniego. W kościele znajdują się także rzeźby: Chrystus Zmartwychwstały (1981) autorstwa Gerolamo Dingliego i Jezus upadający pod krzyżem (1985) autorstwa Alfreda Camilleri Cauchi.

## Ochrona dziedzictwa kulturowego
Od 27 sierpnia 2012 budynek kościoła wpisany jest na listę krajowego wykazu dóbr kultury Wysp Maltańskich National Inventory of the Cultural Property of the Maltese Islands pod nr. 00497.
.  